# مایکل رایس (خواننده)
مایکل رایس (به انگلیسی: Michael Rice) (زاده ۲۵ اکتبر ۱۹۹۷) خواننده انگلیسی است.
او نماینده بریتانیا در یوروویژن ۲۰۱۹ بود.